# Annika Suthe
Annika Suthe (* 15. Oktober 1985 in Mettingen) ist eine ehemalige deutsche Speerwerferin, die 2004 an den Olympischen Spielen teilnahm.
Annika Suthe wurde zunächst von ihrem Vater Hubert Suthe trainiert. 2004 wurde sie bei den Jugendweltmeisterschaften Zweite, wodurch sie sich für die Olympischen Spiele qualifizierte. Nach ihrem 21. Platz in der Qualifikation bei den Olympischen Spielen gelang ihr 2005 der Sieg bei den Europameisterschaften der unter 23-Jährigen. 2006 belegte sie bei den Europameisterschaften in Göteborg den achten Platz und im Jahr darauf gewann sie Silber bei den U23-Europameisterschaften.
Ihre persönliche Bestweite liegt seit 2004 bei 61,38 m. Annika Suthe ist 1,75 m groß und hatte ein Wettkampfgewicht von 68 kg.
Nach dem für sie enttäuschenden neunten Platz bei den Deutschen Leichtathletik-Meisterschaften 2011 in Kassel gab sie das Ende ihrer sportlichen Karriere bekannt. Als Grund gab sie anhaltende Probleme mit ihrer Schulter an. Suthe hatte sich zuvor 2007 und 2009 zwei Schulteroperationen unterziehen müssen.
Nachdem sie in ihrer Jugend schon beim Handballclub (HC) Ibbenbüren als Handballerin aktiv gewesen war, trainiert sie nun mit den Bundesliga-Damen von Bayer 04 Leverkusen. 
Annika Suthe arbeitet als Physiotherapeutin in Osnabrück und absolviert zusätzlich noch eine Ausbildung zur Osteopathin.